# Cztery pieczęcie
Cztery pieczęcie – aksjomaty (tezy) wspólne wszystkim buddyjskim szkołom:
1. Wszystkie złożone zjawiska (lub "to, co jest wytworzone", twory) są nietrwałe (według tradycji sanskryckiej określa się tę pieczęć sarvasamskaranityata).
2. Żadne naznaczone skazą (splamieniami i prowadzącą do nich karmą) rzeczy i zdarzenia nie dają zadowolenia, przynoszą jedynie cierpienie (dukkha). Inaczej: rzeczy splamione (nieczyste) są marne (sarvasastravaduhkhata).
3. Wszelkie zjawiska są pustością i są pozbawione własnego istnienia (niesamoistne) (sarvadharmasunya asvamika).
4. Nirwana jest prawdziwym spokojem (pokojem) (nirvanaśanta).

Każdy system, który uznaje owe cztery pieczęcie, jest pod względem filozoficznym szkołą buddyjską. Ich przyjęcie za prawdziwe opiera się na procesie poznawczym (doświadczeniu i rozumowaniu zwieńczonym konkluzją) lub na uznaniu kanonu pism świętych (sutr).